# Pioc de Heuglin
El pioc de Heuglin (Neotis heuglinii) és una espècie de gran ocell de la família dels otídids (Otididae) que habita estepes i sabanes àrides d'Àfrica oriental, a Etiòpia, Djibouti, Somàlia i nord-oest de Kenya.